# 朽木昭貞
朽木 昭貞（くつき あきさだ、生年不明 - 元和9年（1623年）6月）は、安土桃山時代から江戸時代にかけての武将。通称は弥次郎、六兵衛。三淵藤英の子で朽木稙綱の養子。兄弟は三淵秋豪、三淵光行、朽木昭知、朽木昭長。
豊臣秀吉、もしくは豊臣秀次に仕えるが、後に2000石で従兄弟の細川忠興に仕えた。